# 蒙毅
蒙毅（約前245年—前210年），為秦朝大臣蒙恬之弟，主掌刑罰及監察朝臣。

## 生平
蒙毅是秦始皇的上卿，在始皇帝晚年，他是最被信任的大臣之一。出行做秦始皇的驂乘，入則在皇帝的御前。早年趙高觸法，蒙毅作廷尉，曾经判趙高死刑，趙高有才華，秦始皇不捨，於是赦免。但趙高從此仇恨蒙氏家族。秦始皇死後，趙高和李斯策劃拥立胡亥。為了取得成功，趙高矯帝詔，賜死公子扶苏，是為沙丘之變，蒙恬和蒙毅被逮捕禁锢，最終处死。

## 家族
- 祖父蒙骜
- 父亲蒙武
- 兄长蒙恬

## 藝術形象

### 影視
- 電影《神話》（2005年）：由成龍飾演蒙毅。
- 中國電視劇《大秦直道》（2007年）：由李東學飾演蒙毅。
- 中國電視劇《神話》（2010年）：由胡歌飾演蒙毅。

### 動漫
- 王者天下（原泰久）

### 流行音樂
- 蒙毅將軍《專輯：一個不屬於自己的地方》（2021年）：由獨立樂團南西肯恩 （页面存档备份，存于）創作，歌曲靈感來自電影《神話》。